# Detritus
Detritus se numește un material granulat rezultat din fărâmițarea rocilor prin acțiunea agenților externi, caz în care poartă denumirea de detritus mineral, precum și materia organică provenită din resturi de origine vegetală sau animală în descompunere, caz în care poartă denumirea de detritus organic. 
Detritusul mineral poate fi definit și ca material fragmentar, clastic, neconsolidat, rezultat prin dezagregarea și spargerea unor edificii petrografice preexistente.  Detritusul mineral poate proveni și din praf vulcanic transportat de vânt, din nisip din Antarctica eliberat ca urmare a topirii gheții sau din micrometeoriți. 
Detritusul poate lua naștere în mod natural, prin eroziunea solului, sau antropic, ca urmare a unor lucrări de forare.
După mărimea particulelor, detritusul se împarte în: 
- psefite - pietrișuri;
- psamite - nisipuri;
- pelite - praf sau mâl.

Aceste particule, prin cimentare, dau rocile detritice:
- conglomerate (când pietrișul este rotund),
- brecii (când pietrișul este colțuros),
- gresii (nisip),
- loessuri,
- argile,
- marne.

În sens larg, detritus înseamnă un material triturat, de tipul pietrișurilor și conglomeratelor.
Substantivul detritus a dat și adjectivul detritic cu sensul "care este compus din detritus", termen utilizat pentru desemnarea clastelor minerale, fragmentelor litice sau depozitelor sedimentare, provenite în urma dezagregării mecanice a rocilor preexistente. 
O rocă detritică este o rocă sedimentară, compusă din detritus mobil sau cimentat. 
Materialul detritic, format din bolovani, mâl, nisip și pietriș, adus de apele curgătoare și depus pe fundul albiei, pe luncă sau la vărsare poartă denumirea de aluviune. 
Ca termen din domeniul medicinii, detritusul reprezintă un produs acidofil, ce apare în urma procesului de necrobioză sau necroză (detritus necrotic), și este alcătuit din fragmente celulare (detritus celular) și fibrilare. 